# Eccidio di Montalto
L'eccidio di Montalto è stata una strage fascista compiuta dal 1º Battaglione M Camicie Nere "IX Settembre" il 22 marzo 1944 nell'omonima frazione del comune di Cessapalombo, in provincia di Macerata. Nell'eccidio furono uccisi per fucilazione 32 partigiani.

## La storia
Pressoché privi di armamento, si stabilirono a Montalto, frazione di Cessapalombo, trovando sostegno dagli abitanti locali.
Dal 19 marzo, a seguito della cattura nelle vicinanze di alcuni giovani partigiani, si cominciò a spargere la voce di un prossimo rastrellamento; ciò, tuttavia, non indusse i ragazzi ad allontanarsi: anzi, essi furono colti di sorpresa il 22 marzo da un attacco delle truppe nazifasciste: pochi riuscirono a salvarsi, alcuni furono uccisi e molti vennero catturati, incluso il loro comandante, Achille Barilatti.
Radunati a piccoli gruppi, iniziarono subito le fucilazioni finché l'esecuzione in massa fu inaspettatamente sospesa da un ufficiale tedesco; Barilatti fu fucilato il giorno successivo.
Alla fine si contarono complessivamente oltre 30 caduti (solo uno, Nello Salvatori, riuscì fortunosamente a salvarsi): le loro salme furono trasferite nella cappella del cimitero di Montalto per poi esservi tumulate. Solo dopo la Liberazione furono traslate a Tolentino nel corso di una solenne cerimonia, alla quale partecipò l'intera cittadinanza.
In aprile i gruppi si riorganizzarono. Gli Alleati ripresero l'avanzata ed effettuarono lanci di armi e mezzi. La pressione nazifascista perse terreno sul piano militare, ma inflisse feroci rappresaglie ai civili. Per tutto il mese di maggio, le S.S. compirono molti rastrellamenti nell'Alto Maceratese prendendo decine di giovani. Tra le rappresaglie, è da ricordare quella del 24 giugno a Campolapiaggia, Letegge e Pozzuolo, in cui furono massacrate circa sessanta persone, comprese donne e bambini.

## Memoria
Per volontà del Comitato dei genitori dei Caduti e delle Amministrazioni comunali di Tolentino, Caldarola e Cessapalombo, sul luogo della strage fu costruito, e inaugurato nel 1947, un monumento memoriale per onorare il ricordo dei partigiani caduti. Dal 2003 si tiene ogni anno la "Marcia della Memoria", una manifestazione commemorativa che ripercorre i luoghi della tragedia, tra Tolentino - Caldarola e Montalto.

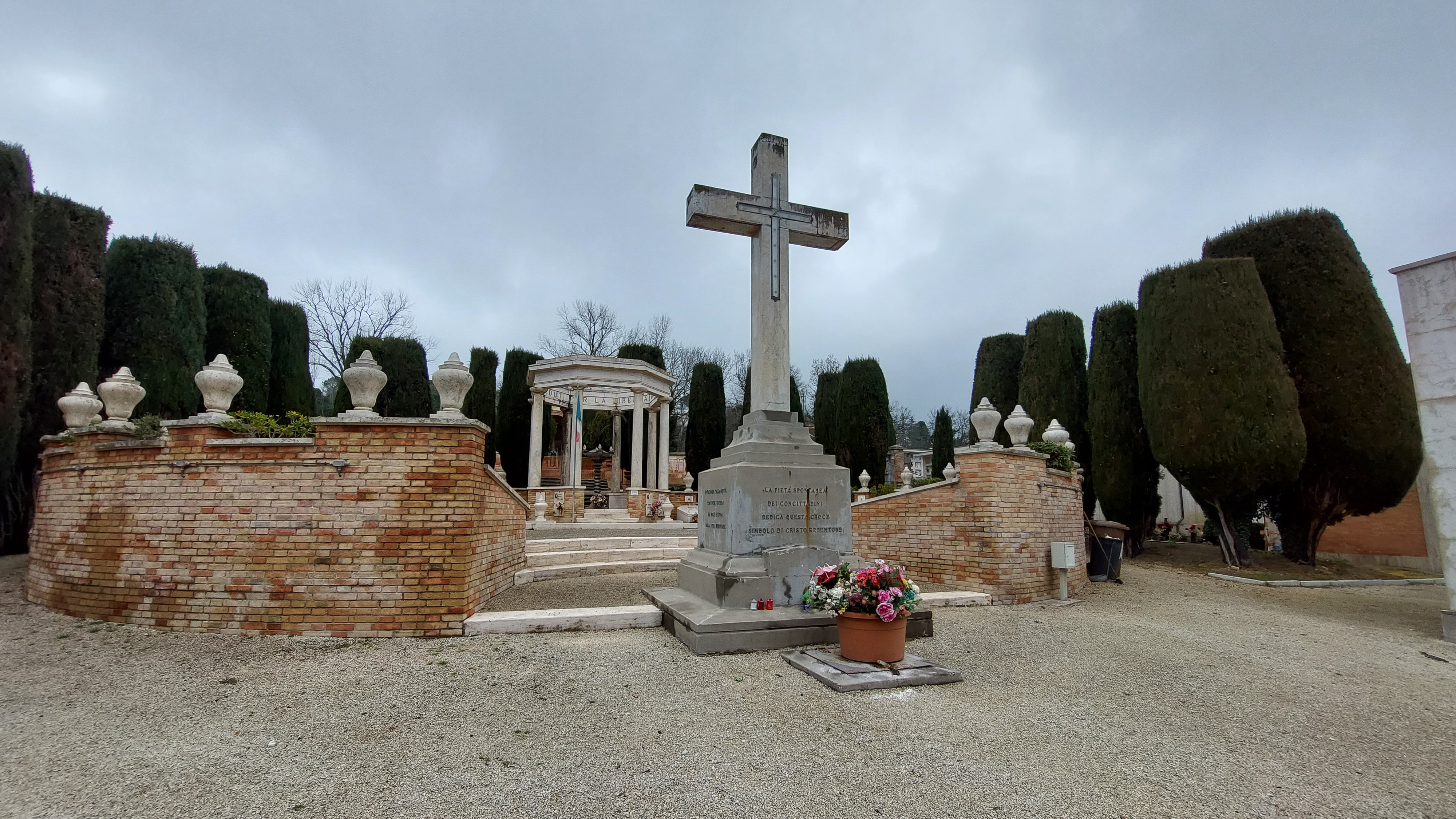
Monumento con le tombe dei martiri di Montalto di Cessapalombo al cimitero di Tolentino, (MC).

## Caduti
1. Adino Barcarelli, classe 1925, di Tolentino
2. Alberto Patrizi, classe 1925, di Recanati
3. Aldo Buscalferri, classe 1900, di Caldarola
4. Arduino Germondani, classe 1924, di Tolentino
5. Armando Mogetta, di Villa Potenza, Macerata
6. Armando Pettinari, classe 1923, di Villa Potenza, Macerata
7. Audio Carassai, classe 1925, di Tolentino
8. Balilla Pascolini, classe 1923, di Tolentino
9. Bruno Principi, classe 1923, di Villa Potenza, Macerata
10. Ennio Passamonti, classe 1923, di Camerino
11. Ennio Proietti Maresciallo, classe 1923, di Tolentino
12. Giacomo Saputo, di Terrasini (PA)
13. Giammario Fazzini, classe 1925, di Camerino
14. Giuseppe Cegna, classe 1924, di Tolentino
15. Giuseppe Gurrieri, di Chiaramonte Gulfi (RG)
16. Guidobaldo Orizi, classe 1925, di Tolentino
17. Lauro Cappellacci, classe 1923, di Tolentino
18. Lorenzo Bernardoni, classe 1925, di Montelupone
19. Luigi Cerquetti, classe 1925, di Tolentino
20. Manlio Ferraro Sottotentente, classe 1922, di Pesaro
21. Mariano Cutini, classe 1924, di Potenza Picena
22. Mariano Scipioni, classe 1923, di Potenza Picena
23. Mario Ramundo, classe 1922, di Tolentino
24. Nazzareno Bartoli, classe 1924, di Villa Potenza, Macerata
25. Nicola Ciarapica, classe 1923, di Tolentino
26. Nicola Peramezza, classe 1922, di Tolentino
27. Primo Stacchietti, classe 1925, di Treia
28. Radames Casadidio, di Camerino
29. Spartaco Perugini, classe 1923, di Tolentino
30. Ugo Sposetti, classe 1925, di Tolentino
31. Umberto Angelelli, classe 1925, di Tolentino
32. Umberto Lucentini, classe 1923, di Tolentino

Fra i fucilati, si salva per un caso del destino solo uno, Nello Salvatori, del quale è stata raccolta una testimonianza:
Il sangue che esce dalle ferite mi comincia a spaventare. Altri quattro compagni cadono e mi coprono. Anche il sangue di essi scorre copioso, mi macchia il volto, la testa, la schiena, tutto. Brevi istanti passano, poi sento togliermi i cadaveri di sopra. Si saranno forse accorti di me che sono ancora vivo? Mi daranno il colpo di grazia? Riconcentro tutto me stesso a comparire morto. Mi prendono fortunatamente quei compagni che attendono per essere fucilati. Mi trascinano per qualche spazio, poi sento mancarmi il terreno e scivolo velocemente per una scarpata.
Altri fucilati mi cadono bruscamente sopra e sento di qualcuno l'ultimo respiro. Il pericolo di ricevere il colpo di grazia è passato.
Mi resta da vedere se gli assassini se ne sono andati. Attendo immobile sulla neve circa tre ore. Sento venir gente. Mi accorgo che non sono fascisti. Raccogliendo, allora, tutte le mie forze lentamente mi alzo, emozionato nel vedere un mucchio di compagni inerti. La gente spaventata indietreggia, piange, si lamenta. Penso subito che nel mucchio ci deve essere qualcuno salvo come me. Mi do a chiamarli ad uno ad uno:(...) Tutti morti!»
(dalla testimonianza dell'unico supertstite: Nello Salvatori)

## Onorificenze
Anche a seguito di questo episodio, il Comune di Cessapalombo è stato insignito della Croce al valor militare, con la seguente motivazione:
Ai "Martiri di Montalto" è dedicata la sezione A.N.P.I (Associazione Nazionale Partigiani d'Italia) di Tolentino.